# Zweckverband Bayerische Landschulheime
Der Zweckverband Bayerische Landschulheime ist eine Körperschaft des öffentlichen Rechts gemäß Art. 2 Abs. 3 des Gesetzes über die kommunale Zusammenarbeit (KommZG) mit Sitz in München. Die Aufgabe des Zweckverbands besteht in der Trägerschaft von insgesamt vier Internatsschulen in Bayern:
- Franken-Landschulheim Schloss Gaibach
- Landschulheim Kempfenhausen am Starnberger See
- Steigerwald-Landschulheim Wiesentheid
- Landschulheim Schloss Ising am Chiemsee

## Geschichte
Nach dem Zweiten Weltkrieg waren viele Schulgebäude zerstört und die zahllosen Flüchtlingskinder mussten unterrichtet werden. Unter der Leitung des Münchner Stadtschulrats Anton Fingerle wurde 1948 der Zweckverband Bayerische Landschulheime ins Leben gerufen, der sich der Schulnot widmete und den Schülern und Schülerinnen fortan sogenannte Landschulheime als Orte des Unterrichts, fernab der Städte zur Verfügung stellte, „um in einer Zeit politischen und wirtschaftlichen Zusammenbruchs nach dem Zweiten Weltkrieg jungen begabten Menschen in öffentlichen Internatsschulen und in gesunden Wohn- und Arbeitsverhältnissen den Weg zum Abitur zu eröffnen“.
Eine der wichtigsten Persönlichkeiten des Zweckverbands war der geschäftsleitende Direktor und später langjährige Verbandsvorsitzende Lorenz Geisberger. Er trug entscheidend zum Aufschwung „seiner“ Landschulheime bei.
„Diesem mit allen Wassern der Verwaltungskunst gewaschenen, betriebswirtschaftlich äußerst versierten und als beinharter Verhandler auch gefürchteten Beamten war es mit Unterstützung des damaligen Staatssekretärs und Landtagsabgeordneten Reinhold Vöth (später Intendant des Bayerischen Rundfunks) gelungen, den Freistaat Bayern als Mitglied des bis dahin rein kommunalen Zweckverbandes zu gewinnen“. Lorenz Geisberger übernahm 1958 die Geschäftsleitung des Zweckverbandes und war von 1976 bis 1992 Verbandsvorsitzender.
Seit dem 1. Juli 2018 ist Florian Töpper Verbandsvorsitzender des Zweckverbands.

## Pädagogisches Konzept
Alle Internatsschulen des Zweckverbandes haben das gleiche pädagogische Konzept:  „Ganzheitliche Ausbildung in einer Schüler-/Erziehergemeinschaft mit Koedukation in Schule und Internat und wertorientierter Gemeinschaft zwischen Internats-, Tagesheim- und Externschülern bei weltanschaulicher und konfessioneller Offenheit.“
„Ziel ist der bestmögliche Abschluss eines jeden Schülers. Unsere allgemeine Hochschulreife respektive der Realschulabschluss ebnen den Absolventen den Weg in ein neues Leben, sei es eine fundierte Ausbildung oder ein Hochschulstudium“.